# Гіброн (Індіана)
Гіброн (англ. Hebron) — місто (англ. town) в США, в окрузі Портер штату Індіана. Населення — 3755 осіб (2020).

## Географія
Гіброн розташований за координатами 41°19′30″ пн. ш. 87°12′9″ зх. д. / 41.32500° пн. ш. 87.20250° зх. д. (41.324960, -87.202404).  За даними Бюро перепису населення США в 2010 році місто мало площу 5,12 км², уся площа — суходіл.

## Демографія
Згідно з переписом 2010 року, у місті мешкали 3724 особи в 1449 домогосподарствах у складі 990 родин. Густота населення становила 728 осіб/км².  Було 1539 помешкань (301/км²).
Расовий склад населення:
| - 95,9 % — білих - 1,1 % — чорних або афроамериканців - 0,4 % — азіатів - 0,2 % — корінних американців |

До двох чи більше рас належало 1,6 %. Частка іспаномовних становила 6,1 % від усіх жителів.
За віковим діапазоном населення розподілялося таким чином: 27,4 % — особи молодші 18 років, 61,9 % — особи у віці 18—64 років, 10,7 % — особи у віці 65 років та старші. Медіана віку мешканця становила 33,6 року. На 100 осіб жіночої статі у місті припадало 93,5 чоловіків;  на 100 жінок у віці від 18 років та старших — 88,8 чоловіків також старших 18 років.
Середній дохід на одне домашнє господарство  становив 55 241 долар США (медіана — 47 880), а середній дохід на одну сім'ю — 62 188 доларів (медіана — 61 667). За межею бідності перебувало 15,5 % осіб, у тому числі 26,1 % дітей у віці до 18 років та 0,0 % осіб у віці 65 років та старших.
Цивільне працевлаштоване населення становило 1494 особи. Основні галузі зайнятості: виробництво — 25,2 %, мистецтво, розваги та відпочинок — 16,8 %, освіта, охорона здоров'я та соціальна допомога — 16,5 %.